# Трансальпийские походы Швейцарской конфедерации
Трансальпийские походы Швейцарской конфедерации (нем. Ennetbirgische Feldzüge) или Трансгорные кампании — военные походы XV и XVI веков, приведшие к завоеванию швейцарцами территорий к югу от Альп. Эти территории были известны как «трансгорные фогты» (ennetbirgische Vogteien); в настоящее время в кантоне Тичино.

## История

### XV век
Экономические связи между центральными швейцарскими кантонами Ури, Швиц и Унтервальден и долиной реки По укрепились в XIII и XIV веках в результате расширения перевала Сен-Готард. Фермеры в горах экспортировали крупный рогатый скот и молочные продукты в северную Италию и извлекали выгоду из движения между Миланом и северной Швейцарией. После смерти герцога Миланского Джана Галеаццо Висконти в 1402 году по вопросу о его преемнике в государстве вспыхнула короткая гражданская война, что побудило долину Левентины, Ури и Обвальден потребовать защиты. Оба кантона затем включили Левентину в свои владения, но оставили за собой право принимать решения о войне и мире и назначать судей. Левентинцы должны были поклясться в безоговорочном подчинении двум кантонам, но в обмен получили муниципальную автономию. С баронами Фон Сакс, правившими долиной Мисокс и долиной Урсерн, в 1407 и 1410 годах последовали дальнейшие соглашения о правах на землю.
В 1418 году Ури и Обвальден завоевали долины Эшен, Верзаска и Маджия, в следующем году император Сигизмунд признал это событие. В 1419 году Ури и Обвальден вынудили лорда Сакс-Мисокс уступить им сильную крепость Беллинцону, которая, закрепила их власть над Левентиной и блокировала вход в долину реки По. Однако в 1422 году герцог Филиппо Мария Висконти продвинулся с армией наемников на север, занял Беллинцону и 30 июня 1422 года в битве при Арбедо разбил армии Ури, Обвальдена, Люцерна и Цуга. По договору 1426 года границавернулась назад к перевалу Сен-Готард, но швейцарские купцы получили право беспошлинной торговли вплоть до самого Милана.
В 1439, 1441 и 1447 годах швейцарцы организовывали новые походы, пока в 1449 году армия Ури не были снова разбита Золотой Амброзианской республикой в битве при Кастионе.
В 1466 году герцог Миланский пообещал передать Левентину конфедератам, но не спешил выполнять свое обещание и во время участия швейцарцев в Бургундских войнах заключил союз с их противниками бургундцами. Это побудило Ури отправить экспедицию к Левентине, которую местное население встретило как освободителей. Швейцарцы также пытались захватить Беллинцоне, но после двухнедельной осады сдались и вернулись домой, по пути в битве при Джорнико армия Ури разбила миланский отряд. Левентина осталась за швейцарским кантоном, в то время как Беллинцона — под контролем Милана.

### XVI век
После начала итальянских войн Беллинцона была окончательно оккупирована Ури в 1500 году, официальная её передача конфедерации была произведена французским королем Людовиком XII через три года. Битва при Новаре позволила конфедерация и союзным ей Трём лигам сохранить за собой города Локарно, Лугано, Мендризио, Кувио, Травалья, Кьявенна, Бормио, Тре пьеви и Вальтеллина. Поражение в битве при Мариньяно положило конец стремлениям Швейцарии расширить свои владения, но будущий мир позволил им сохранить все свои владения, за исключением возвращённой Милану Оссолы.
Эти территории частично управлялись всей конфедерацией и кантонами Ури, Швицем и Нидвальденом (Левентиной управлял только только Ури) на протяжении всего раннего современного периода. Управляемая Тремя лигами с 1512 года Вальтеллина была захвачена Испанией в 1639 году. во время правления Бюнднеровиррена в 1639 году.

## Трансальпийские фогты

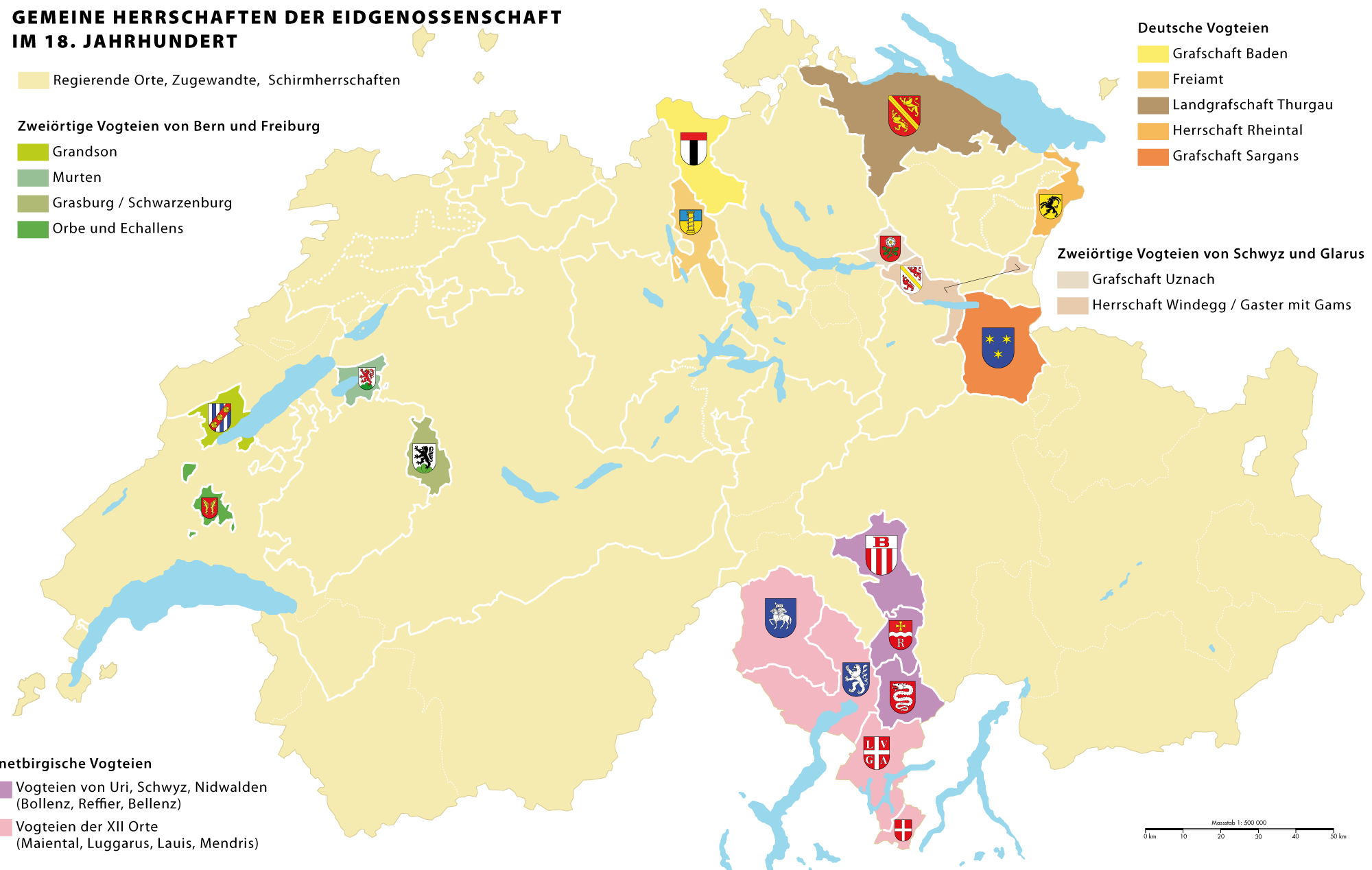
Швейцарские кондоминиумы (Gemeine Herrschaften XVIII века.

Кондоминиумы лесных кантонов Ури, Швиц и Нидвальден:
- Бленио — с 1477 по 1480 год, и с 1495 года
- Ривьера — с 1403 по 1422 год, и с 1495 года
- Беллинцона — с 1500 года

Кондоминиумы Двенадцати кантонов (Zwölf Orte, Тринадцати кантонов за вычетом Аппенцелля) с 1512 года:
- Валлемаджа (Meinthal)
- Лугано (Lowerz)
- Локарно (Locaris)
- Мендризио (Mendris)

Кондоминиумы Двенадцати кантонов в 1512—1515 годах, ныне — коммуны итальянских регионов Ломбардия и Пьемонт:
- Вальтравалья
- Кувио
- Оссола (Eschental)